# South Point Hotel, Casino & Spa
South Point Hotel, Casino & Spa – hotel, kasyno i spa, działające przy Las Vegas Boulevard w Enterprise, w amerykańskim stanie Nevada. Stanowi własność inwestora Michaela Gaughana. Koszt konstrukcji obiektu wyniósł ponad 500 milionów dolarów.
W skład South Point, położonego na 25 hektarach ziemi, wchodzi hotel z 2163 pokojami i apartamentami, kasyno o powierzchni 7.400 m², spa, 8.400 m² przestrzeni konferencyjnej, dziesięć restauracji, centrum zakładów sportowych, sala do gry w bingo, 64–torowa kręgielnia, a także kino. Na terenie obiektu znajduje się również arena jeździecka o wymiarach 38x76 m z 4.400 miejscami oraz możliwością jednoczesnego "zakwaterowania" 1.200 koni w klimatyzowanych boksach. W momencie otwarcia była to jedyna arena jeździecka połączona z hotelem na terenie Stanów Zjednoczonych.

## Historia
Prace konstrukcyjne rozpoczęły się w 2003 roku. Sugerując się dużą liczbą rezerwacji, zarząd korporacji Coast Casinos, pierwotnego właściciela obiektu, postanowił zwiększyć liczbę pokoi do 1.350. W fazie budowy rozważano również możliwość konstrukcji trzeciej wieży hotelowej, jednak planów nie wprowadzono ostatecznie w życie.
Ceremonia oficjalnego otwarcia obiektu, pod nazwą South Coast, miała miejsce 22 grudnia 2005 roku; South Point stał się jednocześnie pierwszym megakompleksem w Las Vegas, który powstał na południe od lotniska McCarran International Airport oraz Las Vegas Strip. W momencie otwarcia hotel zawierał 662 pokoje i 74.000 m² niezagospodarowanej powierzchni, która została później wykorzystana na kasyno i restauracje.
W połowie 2006 roku poinformowano, że Michael Gaughan sprzeda swoje udziały w Boyd korporacji Boyd Gaming w zamian za pełne prawa własnościowe do South Coast. Komisja Gier stanu Nevada zatwierdziła tę transakcję 19 października 2006 roku, a już 24 października Gaughan zmienił nazwę obiektu z South Coast na South Point.
24 sierpnia 2007 roku ogłoszony został plan ekspansji obiektu o 830 dodatkowych pokoi w trzeciej wieży hotelowej. Dzięki niej, South Point widziany z powietrza ma kształt litery "T". Trzecia wieża została oddana do użytku 21 lipca 2008 roku, a koszt jej budowy wyniósł 95 milionów dolarów. Jednocześnie liczba pokoi oferowanych przez South Point wzrosła w sumie do 2.163; zwiększyła się również przestrzeń konferencyjna – do 15.000 m².

### South Point w mediach
W obiekcie kręcone były programy: Poker After Dark NBC, Pro-Am Poker Equalizer ESPN, a także High Stakes Poker GSN.
Od 2006 roku w South Point odbywa się doroczny telethon Jerry Lewis MDA Telethon.

## Atrakcje
- Showroom z 400 miejscami,
- centrum zakładów sportowych z 300 miejscami,
- kino z 16 ekranami,
- kręgielnia z 64 torami, połączona z profesjonalnym sklepem,
- pokój do gry w pokera,
- sala do gry w bingo.